# 로빈 기븐스
로빈 기븐스(Robin Givens, 1964년 11월 27일 ~ )는 미국의 배우이다.

## 출연 작품
- 걸리 (2019)
- 갓 블레스 더 브로큰 로드 (2018)
- 드림스 아이 네버 해드 (2018)
- 신은 죽지 않았다 2 (2016)
- 볼케이노 2017 (2015)
- 피어 파일 (2015)
- 언스포큰 워즈 (2014)
- 엔젤스 윙스 (2014)
- 포 시즌스 (2014)
- 제캐리우스 존슨스 매리지 메트리얼 (2013)
- 크런치 걸 (2011)
- 슈드'브 풋 어 링 온 잇 (2011)
- 브리드 (2011)
- 에너미스 어몽 어스 (2010)
- 리틀 헤라클레스 인 3-D (2009)
- 패밀리 댓 프레이스 (2008)
- 하우스 오브 페인 (2006)
- 더 게임 (2006)
- Flip the Script (2005)
- 캡티브 하츠 (2005)
- 굿 나잇 투 다이 (2003)
- 헤드 오브 스테이트 (2003)
- 안티바디 (2002)
- 원 온 원 (2001)
- 엘리트 (2001)
- 에브리씽스 제이크 (2000)
- 페이스 (1996)
- 블랭크맨 (1994)
- 여형사 프레스키 (1992)
- 부메랑 (1992)
- 천국으로 가는 장의사 (1991)
- 펜트하우스 (1989)

### 텔레비전
- 헤드 오브 더 클래스 (1986-91)